# Grêmio Atlético Farroupilha
El Grêmio Atlético Farroupilha, más conocido como Farroupilha, es un club de fútbol brasileño de la ciudad de Pelotas, en el Estado de Rio Grande do Sul. Fue fundada en 1926 por militares.

## Historia
El club fue fundado el 26 de abril de 1926, como Grêmio Atlético do 9° Regimento. Se proclamó campeón del Campeonato Gaúcho en 1935. El Farroupilha ganó el Campeonato do Interior Gaúcho en 1934, 1935, 1969, 1961 y 1967. El club fue renombrado como Grêmio Atlético Farroupilha en 1941, debido a una ley que no permitía que las instituciones civiles, como los clubes deportivos, tuvieran nombres militares.

### Torneos estatales oficiales
- Campeonato Gaúcho 
  - Campeón (1): 1935

- Campeonato do Interior Gaúcho 
  - Campeón (5): 1934, 1935, 1961, 1967, 1969

## Estadio
El Grêmio Atlético Farroupilha disputa sus partidos como local en el Estádio Nicolau Fico. El estadio tiene un aforo máximo de 5.000 personas.